# Elatostema bullatum
Elatostema bullatum là loài thực vật có hoa trong họ Tầm ma. Loài này được R.S.Beaman & Cellin. mô tả khoa học đầu tiên năm 2004.